# گورستان نام کوچگینه
قبرستان نام کوچگینه در ایلام، جاده کمربندی جنوب شهر واقع شده و این اثر در تاریخ ۱۴ مرداد ۱۳۸۲ با شمارهٔ ثبت ۹۵۴۴ به‌عنوان یکی از آثار ملی ایران به ثبت رسیده است.